# Tomáš Macura
Tomáš Macura (* 6. května 1964 Karviná) je český politik a ekonom, od roku 2014 zastupitel a v letech 2014 až 2023 primátor statutárního města Ostravy, v letech 2019 až 2022 člen předsednictva hnutí ANO.

## Profesní kariéra
Vystudoval ekonomii (obor finance a úvěr) na Vysoké škole ekonomické v Praze, MBA program absolvoval na Prague International Business School. Poté pracoval ve Státní bance československé, v Moravských chemických závodech a ve farmaceutické společnosti Walmark. Ve Walmarku se nejprve stal finančním ředitelem, poté generálním ředitelem a nakonec i akcionářem společnosti.
V komunálních volbách v roce 2014 vedl jako nestraník vítěznou ostravskou kandidátku hnutí ANO. Dne 6. listopadu 2014 jej ustavující zastupitelstvo zvolilo primátorem. V roce 2017 vstoupil do hnutí ANO.
V komunálních volbách v roce 2018 byl z pozice člena hnutí ANO lídrem kandidátky tohoto hnutí do Zastupitelstva města Ostravy, post zastupitele města obhájil. Koalici po několika změnách nakonec vytvořily vítězné ANO, třetí ODS, pátí Piráti a sedmé uskupení „KDU-ČSL a nezávislí kandidáti“. Dne 7. listopadu 2018 byl Macura po druhé zvolen primátorem města Ostravy.
V únoru 2019 kandidoval na V. sněmu ANO na post místopředsedy hnutí, ale zvolen nebyl. Nakonec se stal alespoň členem předsednictva hnutí. V červenci 2019 vyjádřil nesouhlas s některými postoji hnutí ANO a premiéra Andreje Babiše. Naznačil také, že by mohl v hnutí i politice skončit. V červenci 2020 oznámil, že po konci svého volebního období již nebude kandidovat a patrně skončí v politice úplně. V únoru 2022 skončil v předsednictvu hnutí.
Nicméně v komunálních volbách v roce 2022 byl opět lídrem kandidátky hnutí ANO a se ziskem 33,97 % hlasů pro hnutí ANO post zastupitele města obhájil. Dne 19. října 2022 byl po třetí zvolen primátorem města, když vítězné ANO utvořilo koalici se SPOLU (tj. ODS, KDU-ČSL a TOP 09) a Piráty.
Před prezidentskými volbami 2023 veřejně oznámil, že bude volit Petra Pavla, kandidáta s podporou koalice SPOLU, namísto kandidáta ANO Andreje Babiše. V únoru 2023 uvedl, že ukončil členství v hnutí ANO, protože se směřováním hnutí nesouhlasí. Následně se také rozhodl, že do půl roku odejde z funkce primátora města Ostravy. Podle informací Deníku si ale rezignaci na funkci primátora krátce nato rozmyslel a ve funkci chtěl setrvat. V březnu 2023 jej ze svých řad vyloučil zastupitelský klub hnutí ANO. Macura tak založil společně s dalšími třemi zastupiteli, kteří zastupitelský klub ANO opustili (jeden byl z klubu rovněž vyloučen a další dva odešli sami), nový klub s prozatímním názvem „Nezařazení“. Sám Macura pak po dohodě opustil funkci primátora v dubnu 2023. O několik dní později navíc ze zastupitelského klubu ANO do klubu Nezařazených postupně přešli další 4 zastupitelé a vládnoucí koalice tak dokonce ztratila většinu v zastupitelstvu.
Dne 25. dubna 2023 se na nové koalici dohodli zástupci hnutí ANO, koalice SPOLU (tj. ODS, KDU-ČSL a TOP 09), hnutí Ostravak, subjektu STAROSTOVÉ pro OSTRAVU (tj. STAN a nezávislí kandidáti) a České pirátské strany. Novým primátorem se stal Jan Dohnal z ODS, Tomáš Macura skončil v opozici.

## Osobní život
Je ženatý a má dvě děti. Žije v Ostravě, konkrétně v místní části Slezská Ostrava. Chová psy a kočky, pracuje v několika organizacích zabývajících se chovem domácích zvířat, je předsedou správní rady Nadace na pomoc zvířatům.